# 2019年ブーゲンビル独立住民投票
2019年ブーゲンビル独立住民投票（2019ねんブーゲンビルどくりつじゅうみんとうひょう）は、パプアニューギニアの自治州であるブーゲンビル州において2019年11月23日より12月7日まで投票が行われた、パプアニューギニアからの独立の是非を問う住民投票。パプアニューギニアに自治州として残留するか、独立国となるかが問われる選挙であり、投票の結果、独立賛成票が98％を超えた。しかし結果に法的な拘束力はなく、最終的にはパプアニューギニア国会の判断に委ねられる予定となっている。

## 概略
パプアニューギニアのブーゲンビル州ではパングナ鉱山の利益配分をめぐって政府との対立が先鋭化し、1988年に内戦が勃発。中央政府の治安部隊、ブーゲンビル革命軍（ブーゲンビルの反政府勢力）、外国人の傭兵らによる内戦は10年以上に渡って続き、2万人以上にも及ぶ犠牲者を出した末に停戦した。2001年8月30日に締結された和平協定には自治政府の樹立後10～15年後にブーゲンビルの将来的な政治的立場に関する住民投票を実施することが盛り込まれ、2019年11月23日より12月7日まで約2週間にわたって、ブーゲンビルがパプアニューギニアにとどまり自治拡大を望むか、あるいは完全な独立国となるか、を問う投票が行われることとなった。ただし投票結果に法的な拘束力はなく、仮に独立賛成が多数を得た場合でも最終的にはパプアニューギニア国会の判断に委ねられることとされた。
公正な住民投票を期するためパプアニューギニア政府は諸外国に選挙監視団の派遣を要請し、日本も要請に応じ髙田稔太平洋島嶼国地域担当大使を団長とする選挙監視団を派遣した。

## 投票の推移
住民投票実施のため2017年1月24日に独立行政機関であるブーゲンビル国民投票委員会が設置され、2019年9月28日、投票を11月23日から12月7日に実施すると発表した。10月15日より郵便投票の受付を開始し、11月22日午後4時に終了した。206,731人が投票に必要な有権者登録を行い、また11月20日午前0時から、投票開始となる23日午前8時までは一切の投票運動が禁止された。12月7日午後6時に投票が終了次第、即座に開票され、12月15日頃に結果を発表し、12月20日までに住民投票に関する全ての作業を終えることとなっている。

## 郵便投票
郵便投票は2019年10月15日から11月22日午後4時まで受け付けられたが、利用するには次の条件のうちいずれかを満たす必要がある。
1. 投票日当日は最寄りの投票所（在外投票所を含む）から16km以上離れている。
2. 深刻な病気であったり、虚弱体質であったり、身体障害がある。
3. 出産予定がある、または幼児の世話をする必要がある。
4. 宗教上の理由で投票所に赴けない。

## 選挙データ
- 投票所：829カ所[10]
- 在外投票所：ブーゲンビル郊外、パプアニューギニア、オーストラリア、ソロモン諸島に設置[6]
- 有権者：18歳以上のブーゲンビリア人。投票には有権者登録が必要[11]。
- 有権者登録を行った数：206,731人（男性：105,411人、女性：101,215人。またブーゲンビリア住人は194,016人、非居住者は12,715人）[7]
- 投票日：2019年11月23日～12月7日[2]
- 投票時間：午前8時～午後6時
- 開票結果発表：2019年12月15日ごろ[3]

## 事前予測
事前予測では独立派が圧勝すると見られていたが、信頼できる世論調査が乏しいため予想外の結果も想定されていた。ジョン・モミス自治政府大統領は投票前日の22日に独立派の勝利を予測し、その場合のパプアニューギニア国会による迅速な対応を求めた。

## 投票結果
開票の結果、独立賛成派が98％を超えた。結果に法的な拘束力はないが、独立賛成派が圧勝したことはパプアニューギニア国会に対する独立承認の圧力になると分析され、新国家への大きな一歩となった。
| 選択肢               | 得票数  | 得票率  | 有効投票中の割合 |
| -------------------- | ------- | ------- | ---------------- |
| 独立に賛成           | 176,928 | 98.31%  | 98.31%           |
| 自治権拡大にとどまる | 3,043   | 1.69%   | 1.69%            |
| 有効投票             | 179,971 | 99.39%  | 100.00%          |
| 無効票               | 1,096   | 0.61%   | —                |
| 合計                 | 181,067 | 100.00% | —                |

出典：Bougainville Referendum Commission - Statement from the Commission

## 脚註
1. 1 2  “Bougainville Referendum Commission”.   Bougainville Referendum Commission. 2019年11月25日閲覧。
2. 1 2 3 4  “南太平洋に新国家誕生も＝ブーゲンビル、23日から住民投票”. AFPBB News. フランス通信社. (2019年11月22日) 2019年11月25日閲覧。
3. 1 2 3 4 5  “新国家誕生なるか？ パプアニューギニア・ブーゲンビル自治州で住民投票開始”. AFPBB News. フランス通信社. (2019年11月23日) 2019年11月25日閲覧。
4. ↑  “報道発表 - ブーゲンビル住民投票への選挙監視団の派遣”.  日本国外務省. 2019年11月25日閲覧。
5. ↑  “Bougainville independence vote from PNG scheduled for Nov 23 to Dec 7”. ロイター. (2019年9月28日) 2019年11月25日閲覧。
6. 1 2 3  “Postal Voting Period Closes Soon”.   Bougainville Referendum Commission. 2019年11月25日閲覧。
7. 1 2  “206,731 registered voters on Referendum Roll”. Papua New Guinea Post-Courier. (2019年11月7日) 2019年11月25日閲覧。
8. ↑  “Referendum ‘Silence Period’ to begin at Midnight”.   Bougainville Referendum Commission. 2019年11月25日閲覧。
9. ↑  “BRC to deliver accurate count, with just one announcement of results”. 2019年11月25日閲覧。
10. ↑  “Two-weeks of polling open”. Papua New Guinea Post-Courier. (2019年11月25日) 2019年11月25日閲覧。
11. ↑  “206,731 registered voters on Referendum Roll”. Papua New Guinea Post-Courier. (2019年11月7日) 2019年11月25日閲覧。
12. ↑  “パプア自治州大統領、独立に期待 - 23日から住民投票”. 共同通信社. (2019年11月22日) 2019年11月27日閲覧。
13. ↑  “パプア・ブーゲンビル自治州、住民投票で独立支持98％ 新国家誕生へ前進”. AFPBB News. フランス通信社. (2019年12月11日) 2019年12月12日閲覧。